# Anton Sogl
Anton Sogl (geboren 17. August 1892 in Dürnholz, Österreich-Ungarn; gestorben 24. Februar 1958 in Rauenberg) war ein tschechoslowakischer Politiker und NSDAP-Kreisleiter.

## Leben
Anton Sogl war Landwirt und wurde als Soldat im Ersten Weltkrieg schwer verletzt und war danach felddienstuntauglich. In der 1918 gegründeten Tschechoslowakei wurde er in der fast ausschließlich von Deutschsprachigen bewohnten Gemeinde Dürnholz 1919 in den Gemeinderat gewählt und wurde 1924 Gemeindevorsteher. Er engagierte sich in der Interessenvertretung der Bauern. Nach Gründung der Sudetendeutschen Heimatfront 1933 wurde er Funktionär der SHF. 1935 wurde die Organisation in Sudetendeutsche Partei (SdP) umbenannt. Bei den Parlamentswahlen 1935 wurde Sogl als  Spitzenkandidat der SdP im Wahlkreis Iglau in das Tschechoslowakische Abgeordnetenhaus gewählt. Nach der deutschen Annexion des Sudetenlandes 1938 wurde sein Mandat annulliert. Sogl beantragte am 13. Januar 1939 die Aufnahme in die NSDAP und wurde rückwirkend zum 1. November 1938 aufgenommen (Mitgliedsnummer 6.441.442). Er wurde Kreisleiter in Nikolsburg und Mitglied der Gauleitung Reichsgau Niederdonau. 
Nach dem Zweiten Weltkrieg setzte sich Sogl nach Westdeutschland ab. In Wien wurde gegen ihn ein Volksgerichtsverfahren wegen der Beteiligung an der Ermordung von 21 ungarischen Juden in Nikolsburg eröffnet.